# 망얀족
망얀족(Mangyan peoples)은 필리핀 루손섬의 남서쪽 민도로섬에 사는 여덟 민족을 묶어 부르는 이름이다. 각 민족은 고유의 민족 이름과 언어, 전통을 가지고 있다. 전체 인구는 약 10만명 정도지만, 공식적인 인구통계는 외진 곳과 고립된 부족 집단에 사는 이들, 외부 세계와의 접촉이 있다고 해도 통계를 잡기 어렵다.
섬의 남북에 걸친 종족 집단은 이라야족, 알랑간족, 타디와완족, 타우부이드족(섬의 서쪽 저지대 사람들은 바탕간족이라고 부름), 부히드족, 하누누족이다. 남부 해안의 다른 집단은 라탁논족이라고 불린다. 그들은 종족 저지대 사람들과 종족간 결혼을 하는 것처럼 보인다. 반곤족이라고 민도로의 동쪽에 알려진 집단은 타우부이드족의 하위 집단으로 보인다. 그들이 타우부이드의 서부 방언을 말하기 때문이다. 그들은 또한 암바한이라는 문자를 가지고 있다.

## 기원
망얀족은 한때 민도로섬의 유일한 주민들이었다.

## 같이 보기
- 필리핀의 민족